# 王德墓
王德墓，位于南京市栖霞区燕子矶下庙村伏家桥，是南宋抗金名将王德的墓葬。
王德主墓位置不详，现存石碑、石虎、石羊各一尊，石马两尊。碑文楷书“宋故赠检校少保王公神道碑”，由傅雳撰书。此碑是南京地区仅存的宋朝墓前石刻，因此，文物部门在1956年将王德墓列为江苏省第一批省级文物保护单位。2006年4月，在石碑附近挖掘出一座南宋大墓，但是否为王德主墓不详。